# ByeAlex
ByeAlex (* 6. července 1984 Kisvárda, Maďarsko) je maďarský indie popový zpěvák. Reprezentoval Maďarsko na Eurovision Song Contest 2013 v Malmö, Švédsku. S písní "Kedvesem" se umístil na 10. místě ve finále.

## Mládí
ByeAlex se narodil ve městě Kisvárda na severovýchodě země. Začal zpívat již v raném věku. Studoval ve městech Kisvárda and Fényeslitke. Dostal titul v oboru filosofie na univerzitě v Miskolci. Stal se známým, když vyhrál národní výběr "A Dal", což mu zaručilo účast v mezinárodním klání Eurovision Song Contest 2013. Reprezentoval Maďarsko s písní "Kedvesem".

## Diskografie

### Alba
- Szörpoholista (2013)

### Singly
- "Csókolom" (2012)
- "Láttamoztam" (2012)
- "Messziről" (2012)
- "Kedvesem" (2012)
- "Kedvesem (Zoohacker Remix)" (2012)
- "One For Me" (2013)
- "Nekemte" (2013)

### Featuring
- "Te vagy" & John the Valiant (2012)

| Rok  | Singl     | Nejvyšší umístění | Nejvyšší umístění | Nejvyšší umístění      | Nejvyšší umístění    | Nejvyšší umístění   | Nejvyšší umístění            | Nejvyšší umístění | Nejvyšší umístění | Nejvyšší umístění | Nejvyšší umístění | Nejvyšší umístění | Nejvyšší umístění | Album         |
| Rok  | Singl     | VIVA Chart        | Class 40          | MAHASZ Editors' Choice | MAHASZ Rádiós Top 40 | MAHASZ Dance Top 40 | MAHASZ Single (track) Top 10 | TOP 20 (Euro 200) | TOP 20 (Euro 200) | TOP 20 (Euro 200) | TOP 20            | Top 200           | TOP 40 (Tónlist)  | Album         |
| ---- | --------- | ----------------- | ----------------- | ---------------------- | -------------------- | ------------------- | ---------------------------- | ----------------- | ----------------- | ----------------- | ----------------- | ----------------- | ----------------- | ------------- |
| 2012 | Csókolom! | 3                 |                   |                        |                      |                     |                              |                   |                   |                   |                   |                   |                   | Szörpoholista |
| 2013 | Kedvesem  | 3                 | 9                 | 6                      | 5                    |                     | 3                            | 1                 | 12                | 11                | 20                | 147               | 23                | Szörpoholista |